# ラグ・ママ・ラグ
「ラグ・ママ・ラグ」（Rag Mama Rag）は、ザ・バンドが1969年に発表した楽曲。翌年シングルカットされ、特に英国でヒットした。

## 概要
1969年9月22日発売のセカンド・アルバム『ザ・バンド』に収録された。作詞作曲はロビー・ロバートソン。リード・ボーカルはリヴォン・ヘルム。
翌1970年2月にシングルカットされ、全英シングルチャートで16位を記録した。同年3月14日付のビルボード・Hot 100で57位を記録した。
本作品は一旦は通常の楽器編成でレコーディングされたが、ロビー・ロバートソンには出来栄えが今一つしっくりこなかった。そのため、リチャード・マニュエルがドラムスを担当したり、プロデューサーのジョン・サイモンがチューバで参加したりするなど、ロバートソン以外のメンバーはすべて変則的な楽器を担当することとなった。ロバートソンは次のように述懐している。「レコーディングするまでは取るに足らない曲だと思っていたけれど、やってみたら非常に特別なものができた。それまでどこにも存在しなかったスタイルの曲さ」
1972年8月発売のライブ・アルバム『ロック・オブ・エイジズ』や、2002年に発売された『ラスト・ワルツ』のボックス・セットなどでライブ・バージョンを聴くことができる。また
2000年発売のアルバム『ザ・バンド』のリイシュー盤に別ボーカルのテイク（ラフ・ミックス）が収録された。
2019年11月15日、アルバム『ザ・バンド』の「50周年記念2CDデラックス・エディション」が発売。オルタネイト・バージョン、ボブ・クリアマウンテンによるリミックス・バージョンが収録された。同日に発売された「50周年記念スーパー・デラックス・エディション」（6枚組）には、「ラグ・ママ・ラグ（A面）／アンフェイスフル・サーヴァント（B面）」のオリジナルの7インチシングル盤が収録された。

## パーソネル
- リヴォン・ヘルム - リード・ボーカル、マンドリン
- リック・ダンコ - ヴァイオリン、バッキング・ボーカル
- リチャード・マニュエル - ドラムス
- ロビー・ロバートソン - アコースティック・ギター
- ガース・ハドソン - アップライト・ピアノ
- ジョン・サイモン - チューバ